# Schivenoglia
Schivenoglia es una localidad y comune italiana de la provincia de Mantua, región de Lombardía, con 1.234 habitantes.

## Evolución demográfica
| Gráfica de evolución demográfica de Schivenoglia entre 1861 y 2001 |
|                                                                    |
| Fuente ISTAT - elaboración gráfica de Wikipedia                    |